# Risky Business (film 1926)
Risky Business è un film del 1926, diretto da Alan Hale, basato sul racconto Pearls before Cecily di Charles Brackett, pubblicato su The Saturday Evening Post nel settembre del 1923.

## Trama
Cecily Stoughton si dà malata, non solo per evitare la proposta di matrimonio di Richard Coults-Browne – che tutti si aspettavano per quel giorno – ma anche per vedere il dottor Ted Pyncheon, vero oggetto del suo amore. La madre di Cecily, quando i due le comunicano il loro fidanzamento, non è troppo contenta, in quanto avrebbe preferito che la figlia sposasse i milioni di Richard. Ma, in combutta con quest'ultimo, escogita un piano per far cambiare idea alla figlia: fa in modo, paradossalmente, che Cecily venga invitata per un week-end da Agnes Wheaton, la sorella di Ted, nel piccolo villaggio in cui il dottore esercita abitualmente la sua professione, e che, guardacaso, ospita anche la casa di villeggiatura di Richard. Spera così che l'inesperta figlia, messa di fronte alle difficoltà di un normale ménage familiare, si ricreda.
E riesce nel suo intento. Agnes ha due bambini piccoli, impegnativi e a tratti noiosi; lo zio Ted è sempre assente, impegnato com'è presso i suoi pazienti, e la collaboratrice famigliare dei Wheaton, la già di per sé maldestra Helga, suggestionata a bella posta dalla signora Stoughton senior, riesce a dare il peggio di sé stessa. La nottata è agitata, e il giorno dopo, contrassegnato da un antipatico malfunzionamento negli impianti di riscaldamento della casa, anche peggio. Quando, al pomeriggio, Ted riesce a rientrare a casa della sorella, esausto e con la barba lunga, Cecily gli dice che non potrebbe sopportare una vita come quella, e i due si lasciano.
È il momento giusto per la signora Stoughton di chiamare Richard, affinché portasse la figlia nella casa di villeggiatura di lui. Durante il trasferimento, l'auto condotta da Richard colpisce un bambino. Poiché la vittima è vista allontanarsi di corsa – per quanto claudicante – Richard non dà retta alle suppliche di Cecily, che vorrebbe che ci si fermasse a portargli soccorso, e i due arrivano alla villa dei Coults-Browne. Qui Cecily si rende conto dell'atteggiamento posticcio, superficiale, mancante di sincerità, degli ospiti che al momento su trovano lì, e si allontana.
Nel villaggio, la prima casa le cui luci siano ancora accese, ed alla quale Cecily accede, è quella di Ted Pyncheon, che, in attesa di un collega medico, inizia ad operare da solo, con mezzi di fortuna, il bambino colpito dall'automobile di Richard, e gli salva la vita.

## Produzione
Il regista Alan Hale, attivo principalmente come attore, ha diretto solo 8 film fra il 1915 e il 1927; Risky Business è il suo pemultimo.
La pellicola, per l'uscita statunitense, constava di 7 rulli, per una lunghezza complessiva di 2009 metri. Sono in esistenza pellicole del film, positive, in formato 16mm; una copia è custodita presso la statunitense Biblioteca del Congresso.
Il sito dell'American Film Institute nomina quattro film il cui titolo originale è Risky Business: quello del 1920 di Rollin S. Sturgeon e Harry B. Harris, il film del 1939 di Arthur Lubin (titolo italiano Il grido interrotto) e Risky Business - Fuori i vecchi... i figli ballano del 1983 di Paul Brickman con Tom Cruise: nessuno di essi ha a che fare con il film del 1926.

## Distribuzione
Dopo un'anteprima newyorchese il 7 settembre 1926, il film è uscito nelle sale cinematografiche statunitensi il 4 ottobre dello stesso anno, distribuito dalla Producers Distributing Corporation.
Risky Business è stato edito in VHS nel 2000 dalla Grapevine Video; nel 2014 la Alpha Video ne ha rilasciato il DVD.

## Accoglienza
La stampa coeva non ha mostrato particolare entusiasmo per il film. Mordaunt Hall, sul New York Times dell'8 settembre 1926, rileva: "Fasi contrastanti dell'esistenza sono ritratte in maniera esagerata in Risky Business (…) Per quanto riguarda gli attori principali l'interpretazione è buona. Ma il punto di debolezza è la maniera goffa in cui è svolta la trama, e il redattore delle didascalie un po' impulsivo, che chiama "sciorinatore di pillole" un medico (…) Vera Reynolds interpreta il ruolo di Cecily, e lo fa piuttosto bene, ma appare talmente ricoperta di vestiti che quando visita il dottor Pyncheon la prima volta sembra una regina del circo o una pattinatrice professionista."
Sempre l'8 settembre 1926, in Variety, leggiamo: "Il film ha quei difetti che appaiono frequentemente negli adattamenti per il grande schermo di lavori letterari. Questo, in particolare, ha didascalie sciocche ed è appesantito dalla laboriosa costruzione delle situazioni. Ha un titolo da botteghino, privo di senso (…). Ma la trama si salva grazie ad una scena genuina e stringente, che mette in moto il senso di umanità. La commedia si svolge pacata e, a tratti, non priva di efficacia, e l'interpretazione attoriale è ovunque di alta qualità. I difetti sono inerenti alla storia stessa, ma sono stati resi minimi da una regia esperta, che ha dotato il film di alcuni tocchi felici."
La recensione apparsa sul Film Daily del 26 settembre 1926 è decisamente negativa: "Risky Business è un magro affare per quanto concerne l'intrattenimento sul grande schermo. La trama è la principale debolezza del film, ma Alan Hale avrebbe potuto cavarne qualcosa di più di quanto ha fatto. La storia non è stata ben sviluppata, in modo tale che pochi sforzi sono stati fatti per guadagnarci la simpatia per uno qualsiasi dei personaggi, al punto che persino il climax, quasi tragico, (…) sembra fuori luogo. (…) La morale della tematica trattata mira a mettere in contrasto le vite dei ricchi e dei poveri (…). Ma tutto ciò sfiora soltanto la superficie e non riesce mai ad afferrare una genuina nota di verisimiglianza."